# Корнуол (остров)
 Тази статия е за канадския остров.  За графството в Англия вижте Корнуол.  

Остров Корнуол (на английски: Cornwall Island) е 26-ият по големина остров в Канадския арктичен архипелаг и 33-ти по големина в Канада. Необитаем.
Площта му е 2358 км2. Административно островът попада в канадската територия Нунавут. 
Островът се намира в централната част на архипелага, като на север 13-километровият проток Хендриксен го отделя от остров Амунд Рингнес, а на юг протокът Белчер (ширина 45 км) – от п-ов Гринел на остров Девън. На североизток около 70 км отделят Корнуол от остров Аксел Хайберг, а на изток също толкова километра от остров Грейъм.
Бреговата линия с дължина 311 км е слабо разчленена. Дължината на острова от запад на изток е 78 км, а ширината от север на юг – 37 км. Релефът в преобладаващата си част е равнинен, а в централната има ниско възвишение с максимална височина 209 м – връх Джайгър (Jaeger), от където през краткото арктическо лято се стичат къси реки и потоци към крайбрежието. Най-голяма река е Джайгър в североизточната част на острова.
Островът е открит на 30 август 1852 г. от Едуард Белчер и е кръстен на принц Едуард, принц на Уелс и херцог на Корнуол.